# Richard Wilkins

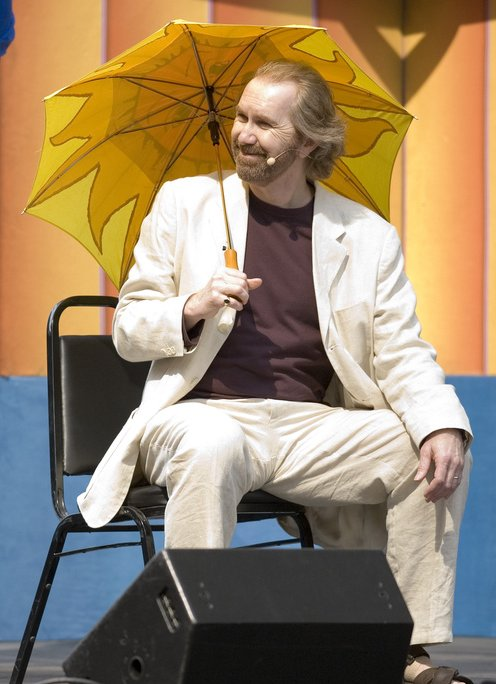
Harry Groener es Richard Wilkins.

Richard Wilkins (interpretado en la serie por Harry Groener) es el villano de la tercera temporada de la serie Buffy, la Cazavampiros, donde interpreta al alcalde de Sunnydale.

## Historia del personaje
Richard Wilkins llegó a California en torno a 1800 guiado por la fiebre del oro y fundó la ciudad de Sunnydale en un lugar infestado de demonios y como un lugar de residencia para ellos. Se casó con Edna May en 1903, pero nunca envejecía y consecutivamente adquirió las personalidades de Richard Wilkins Sr, Jr y III en cada generación, lo que provocó que su mujer enloqueciera.
Preparándose desde hace más de 100 años. Buscaba ser un poderoso demonio a través de la Ascensión el día de la Graduación del Instituto de Sunnydale. 
Interpreta un personaje peculiar y jugó el papel de padre protector cuando Faith decidió tomar el camino del mal. 
Es asesinado por Buffy el día de Graduación cuando se convierte en demonio, haciendo que estallara el instituto con él dentro. 
A pesar de ser inmortal hasta el diá en que sería la ascensión le tenía miedo a los gérmenes, no era que le aterrorizaban pero tenía una manía que todo tenía que estar limpio y organizado, hasta los demonios que trabajan para el firmaban contratos. Tenía pactos con varios demonios uno de los cuales involucraba una ofrenda de bebes

## Personalidad
Su comportamiento es como el típico padre de familia que odia que se pronuncien tacos, y está obsesionado con los virus y la limpieza. Siempre está sonriendo y buscando una forma positiva de ver los problemas.
- Datos: Q2554169